# Happy (песня The Rolling Stones)
«Happy» — десятый трек в альбоме Exile on Main St группы the Rolling Stones. Песня была выпущена вторым синглом из альбома в июле 1972, 15 июля того же года добралась до 69-й позиции в хит-параде Billboard Hot 100 и 19 августа заняла 22-ю строчку. На ней основной вокал исполняет Кит Ричардс.

## Обзор
Хотя песня и считается дуэтом Джаггер/Ричардс, «Happy» была написана в первую очередь Китом Ричардсом летом 1971 года на вилле Неллкот, на юге Франции за один день. По словам Ричардса: «Мы записали её после полудня всего за 4 часа, срезали и готово. В полдень её ещё не существовало. В 4 часа она уже была на плёнке». Основные треки были записаны в подвале виллы в студии Rolling Stones Mobile Studio. Кит Ричардс исполнил вокал и все гитарные партии (в том числе бас), продюсер Джимми Миллер играл на барабанах и саксофонист Бобби Киз на маракасе. Партия пианино Ники Хопкинса была добавлена уже позже, как и партия трубы Джима Прайса, саксофон Киза, гитарная партия Мика Тейлора и финальные вокальные треки, включая Мика Джаггера на бэк-вокале.
«Happy» стала единственным синглом группы, попавшим в чарт Billboard Hot 100, на которой Ричардс исполняет основной вокал.

## Концертные выступления
С 1972 Ричардс часто исполнял «Happy» на концертах, она стала его наиболее узнаваемой мелодией. Выступления песни 1978 года включают вокал Джаггера во время припева.

## Участники записи
- Кит Ричардс — основной вокал, гитары, бас
- Мик Джаггер — вокал
- Джимми Миллер — барабаны
- Бобби Киз — баритон-саксофон, маракас
- Джим Прайс — труба, тромбон
- Ники Хопкинс — пианино